# Mika Noronen
Mika Noronen (ur. 17 czerwca 1979 w Tampere) – fiński hokeista, reprezentant Finlandii.

## Kariera klubowa
- Tappara (1995-1996)
- Hermes (1996)
- Tappara (1996-1999)
- Rochester Americans (1999-2002)
- Buffalo Sabres (2000-2004)
- HPK ([004-2005)
- Buffalo Sabres (2005)
- Rochester Americans (2005)
- Vancouver Canucks (2006)
- Ak Bars Kazań (2006-2008)
- Torpedo Niżny Nowogród (2008-2009)
- Linköpings HC (2009)
- JYP (2009-2010)
- HIFK (2009-2010)
- Tappara (2010)
- Lukko (2010-2012)
- Tappara (2013)
  -  LeKi (2013)
- HC Davos (2013)
- EHC Red Bull Monachium (2014)
- HC 05 Banská Bystrica (2015-)
- LeKi (2015)
- Tappara (2015)
- Malmö Redhawks (2015)
- LeKi (2016)

Wychowanek i od stycznia 2013 ponownie zawodnik Tappara - wystąpił w dwóch meczach w sezonie SM-liiga. Przez kilka lat występował w NHL (do której był draftowany w 1997 roku przez Buffalo Sabres). W październiku 2013 podpisał terminowy kontrakt ze szwajcarskim klubem HC Davos na okres dwóch miesięcy. Od 23 stycznia 2014 do końca sezonu 2014/2015 zawodnik niemieckiego klubu. Od stycznia 2015 zawodnik HC 05 Banská Bystrica. Od lutego w klubie LeKi w lidze Mestis. Następnie powrócił do macierzystego Tappara. Odszedł z drużyny na początku sezonu Liiga (2015/2016) w październiku 2015. Wówczas został zawodnikiem Malmö Redhawks. Stamtąd odszedł na koniec listopada 2015. W lutym 2016 ponownie przeszedł do LeKi.
Uczestniczył w turnieju mistrzostw świata w 2004.

## Sukcesy
Reprezentacyjne
- Srebrny medal mistrzostw Europy juniorów do lat 18: 1996
- Złoty medal mistrzostw Europy Juniorów do lat 18: 1997
- Złoty medal mistrzostw świata juniorów do lat 20: 1998

Klubowe
- Frank Mathers Trophy: 2001 z Rochester Americans
- Brązowy medal mistrzostw Finlandii: 2005 z HPK, 2010 z HIFK, 2011 z Lukko
- Srebrny medal mistrzostw Rosji: 2007 z Ak Barsem Kazań
- Puchar Mistrzów: 2007 z Ak Barsem
- Puchar Kontynentalny: 2008 z Ak Barsem
- Srebrny medal mistrzostw Finlandii: 2013, 2015 z Tappara

Indywidualne
- Mistrzostwa Europy juniorów do lat 18 w hokeju na lodzie 1996:
  - Skład gwiazd turnieju[10]
- Mistrzostwa Europy juniorów do lat 18 w hokeju na lodzie 1997:
  - Najlepszy bramkarz turnieju
  - Skład gwiazd turnieju[11]
- AHL 1999/2000:
  - Najlepszy zawodnik tygodnia - 27 lutego 2000
  - Najlepszy bramkarz miesiąca - luty 2000
  - Drugi skład gwiazd sezonu
  - Dudley „Red” Garrett Memorial Award - najlepszy pierwszoroczniak sezonu
- AHL 2000/2001:
  - Najlepszy bramkarz miesiąca - marzec 2001
  - Drugi skład gwiazd sezonu
  - Harry „Hap” Holmes Memorial Award – najlepszy duet bramkarski sezonu
- NHL (2003/2004):
  - Zdobywca gola jako bramkarz
- Puchar Mistrzów IIHF 2007:
  - Pierwsze miejsce w klasyfikacji skuteczności interwencji bramkarzy turnieju: 100,00% (w dwóch meczach nie stracił gola)
  - Pierwsze miejsce w klasyfikacji średniej goli straconych na mecz bramkarzy turnieju: 0,00 (w dwóch meczach nie stracił gola)
  - Skład gwiazd turnieju
  - Najlepszy bramkarz turnieju
- SM-liiga 2009/2010:
  - Najlepszy zawodnik miesiąca – luty 2010